# Alticola roylei
Alticola roylei es una especie de roedor de la familia Cricetidae.

## Distribución geográfica
Se encuentra en China y la India. 